# 론 뮤익
론 뮤익 또는 론 뮤엑(Ron Mueck)은 영국에서 활동하는 호주 출신의 조각가이다.

## 전기
론 뮤익은 1958년 오스트레일리아 멜버른의 독일계 가정에서 태어나 당시 인형극 및 인형 제조를 하던 가족사업 아래에서 자라났다. 그는 미국으로 이주하여 영화 및 광고 분야에서 일하기 전에, 처음에는 《셜의 동네》(Shirl's Neighbourhood), 《리프트 오프》(Lift Off) 같은 오스트레일리아의 아동 TV쇼의 제작감독으로 활동하였다. 특히 그는 1986년 짐 헨슨의《사라의 미로여행》(Labyrinth)에서 등장하는 루도라는 캐릭터를 디자인하였으며 해당 캐릭터의 성우로 분했다. 이후 헨슨과 함께 《스토리텔러》(The StoryTeller)라는 텔레비전 시리즈에서 다시 한 번 협업했다. 1996년, 그는 장모인 파울라 레구(Paula Rego)에게 런던 헤이워드 갤러리에서 열린 그룹 전시회 Spellbound: Art and Film을 위해 피노키오의 작은 모형을 만들어 줄 것을 요청받았다.
론 뮤익은 처음에 그의 조각품 《죽은 아버지》(Dead Dad)로 대중의 주목을 받았다. 그의 돌아가신 아버지를 묘사한 이 작품(대략 절반 크기이며 아버지에 대한 기억과 상상력으로 만들었다)은 1997년 런던 왕립예술원에서 열린 센세이션 전시회에 포함되었다.

### 개인 전시
뮤익의 첫 개인 전시는 1998년 런던의 앤서니 도페이 갤러리에서 이루어졌다. 5m 높이의 《소년》(Boy, 1999)이 밀레니엄 돔에서 선보였으며 이후 2001년에 제49회 베네치아 비엔날레(49th Venice Biennale)에 전시되었다. 현재는 오르후스에 위치하는 ARoS 오르후스 미술관의 로비에 위치해 있다.
2000년과 2002년 사이, 뮤익은 런던 내셔널 갤러리의 부작가였다. 이 2년간의 작업 기간 동안 그는 《엄마와 아이》(Mother and Child), 《임산부》(Pregnant Woman), 《보트 위의 남자》(Man in a Boat), 《포대기에 싸인 아기》(Swaddled Baby) 등의 작품을 제작했으며, 2003년 전시회를 통해 절정에 이르렀다.
2013년에 그의 주요 순회 전시가 파리의 까르띠에 현대미술관(Fondation Cartier pour l'Art Contemporain)에서 시작되어 부에노스 아이레스의 프로아 예술센터(Fundación Proa), 리우 데 자네이루의 현대미술관(MAM)(미술관 개관 이래 가장 많은 관객을 맞이하였다)으로 이동하였으며, 상파울루 주립그림전시관(Pinacoteca do Estado de Sao Paulo)에서 전시되었다.
2016년 동안 뮤익의 작품들이 테세우스 신전, 빈 미술사 박물관, 핀란드 탐페레의 사라 힐덴 미술관에서 전시되었다.
같은 해에 휴스턴 미술관에서도 단독 전시가 있었다. 이듬해 헐 영국 문화도시의 일환으로, 뮤익의 작품들은 루시언 프로이드와 에두아르 마네의 그림들, 그리고 스펜서 튜닉의 설치 작품 헐의 바다 사진들과 함께 페렌스 미술관에서 "SKIN"의 일부로 전시되었다.해당 전시에서 신작인《찌르기》(Poke)를 포함하여 《야인》(Wild Man), 《애무하는 연인》(Spooning Couple), 《젊음》(Youth), 《유령》(Ghost), 《마스크 II》(Mask II)를 선보였다.
2024년에 15개의 작품들이 포르린던 박물관(Museum Voorlinden)에서 개인전으로 선보였다. 《경비견》(En Garde, 2023), 《매스》(Mass, 2016-2017), 《큰 아기 II》(Big Baby II, 1996-97), 《담요를 쓴 남자》(Man in Blankets, 2000), 《우산 아래의 연인》(Couple under an Umbrella, 2013) 등이 박물관의 하이라이트 중 하나로 상설 전시되었다
2025년 4월 11일부터 7월 13일까지 국립현대미술관에서 2017년 작인 《매스》를 필두로 주요 작품 10점이 개인전으로 전시되며, 이는 한국에서 최초이다.

## 작품
론 뮤익의 조각은 인체의 세밀한 디테일에 반응하여 몰입감 있는 시각상(극사실주의)을 생성할 정도의 규모로 활용된다. 론 뮤익은 여러 조각품을 만드는 데 오랜 시간, 때로는 1년 이상의 시간을 보탠다. 그의 주제는 매우 사적이며, 종종 사람들의 무언의 생각과 감정에 대한 것이다.

## 사진

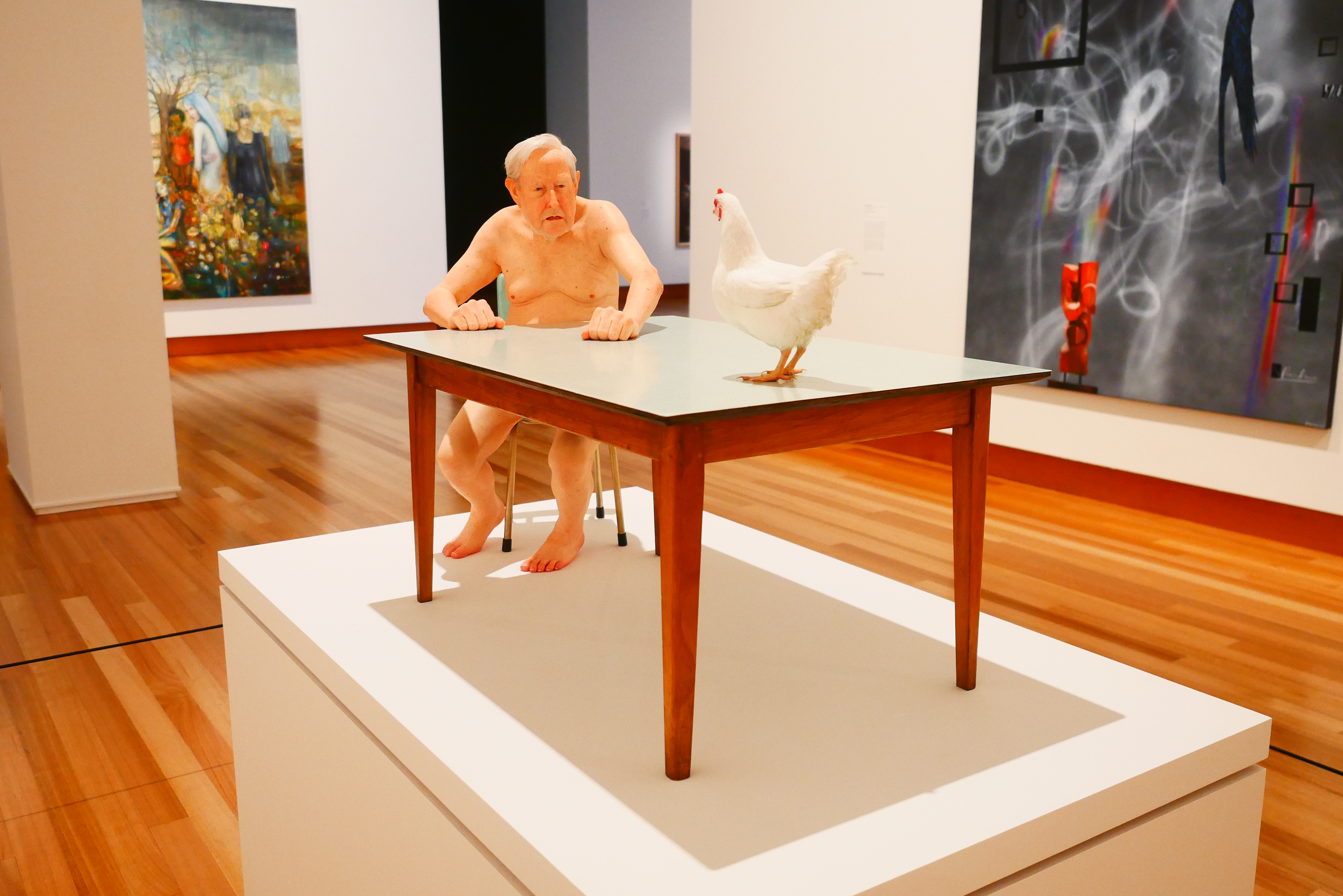
《Chicken Man》 (2019)